# Удо Диркшнайдер
Удо Диркшнайдер (на немски: Udo Dirkschneider, роден на 6 април 1952 г. във Вупертал) е немски хевиметъл певец, известен като член-основател на легендарната група Аксепт. От края на 80-те години на XX век развива собствен проект UDO, формиран през 1987 г.
Диркшнайдер се появява като гост-звезда в албума „Arockalypse“ ( 2006 ), на финландската група Лорди (победители на конкурса за песен на Евровизия 2006) с песента They Only Come Out at Night и по-късно в сингъла на същата песен. Вокалистът на групата, г-н Лорди, заявява в статия в списание „Kerrang!“ че песните на UDO Don't Look Back и Blitz of Lightning промениха живота му. Удо се появява и във видеоклипа „Щиль“ на руската метъл група Ария. Във версията на Born to Be Wild, която Raven (групата на новата вълна на британския хевиметъл ), издаден през 1983 г. като сингъл, Удо се появява като гост вокалист. Удо също е работил няколко пъти със своята сънародничка Доро Пеш.
Неговият уникален глас, ниският му ръст, винаги облечен в камуфлаж и къса руса коса са отличителните белези на естетиката на тевтонския вокалист.

## Група UDO в Пловдив
- Live in Bulgaria 2020: Pandemic Survival Show – Античен театър 18 септември 2020[2]

## Дискография
| Face of a Stranger     | 2021 | сингъл, вокали |
| Every Heart Is Burning | 2021 | EP, вокали     |
| Arising                | 2021 | EP, вокали     |

| Animal House    | 1987 | вокали        |
| Mean Machine    | 1989 | вокали        |
| Faceless World  | 1990 | вокали        |
| Timebomb        | 1991 | вокали        |
| Solid           | 1997 | вокали        |
| No Limits       | 1998 | водещи вокали |
| Holy            | 1999 | вокали        |
| Man and Machine | 2002 | текст, вокали |
| Thunderball     | 2004 | вокали        |
| Mission No. X   | 2005 | вокали        |
| Mastercutor     | 2007 | вокали        |
| Dominator       | 2009 | вокали        |
| Rev-Raptor      | 2011 | вокали        |
| Steelhammer     | 2013 | вокали        |
| Decadent        | 2015 | вокали        |
| Steelfactory    | 2018 | вокали        |
| Game Over       | 2021 | вокали        |
| Touchdown       | 2023 | вокали        |